# 기타아키타군

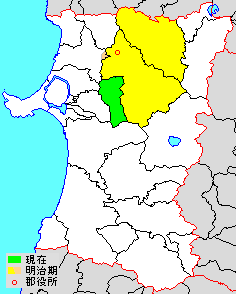
기타아키타 군의 위치

기타아키타군(일본어: 北秋田郡, きたあきたぐん)은 일본 아키타현의 북부에 있는 군이다.
인구 1,729명, 면적 256.72km², 인구밀도 6.73명/km².(2025년 3월 1일, 추계인구)
이하 1촌으로 구성된다.
- 가미코아니촌(上小阿仁村)

## 역사
- 1967년 3월 1일 - 하나야정이 오다테시에 편입되었다.
- 2005년 3월 22일 - 다카노스정·아이카와정·모리요시정·아니정이 합병해 기타아키타시가 성립, 군에서 이탈하였다.
- 2005년 6월 20일 - 히나이정·다시로정이 오다테시에 편입되었다.